# HD 40733
HD 40733，又名CD-44 2363，SAO 217648、HR 2117，是一颗恒星，视星等为5.81，位于銀經250.77，銀緯-27.59，其B1900.0坐标为赤經5h 55m 39.5s，赤緯-44° -27.59′ 30″。